# Siegfried Schulte (Ingenieur)
Siegfried Schulte (* 31. Juli 1934) ist ein deutscher Ingenieur und Erfinder.

## Leben
Siegfried Schulte wuchs in den Jahren nach dem Zweiten Weltkrieg zusammen mit seiner Schwester bei seiner Mutter in Lüdenscheid auf und ging dort zum Gymnasium. Sein Vater war im Krieg gefallen. Die Armut der Familie erlaubte trotz Stipendium kein Studium, weshalb er nach der Schule berufspraktisch arbeitete.
Schulte, der seit 1964 als selbständiger Erfinder und Ingenieur arbeitete, entwickelte im Laufe seines Lebens an die 300 Patente. 1971 gründete er die Firma Schulte Elektrotechnik, die zunächst zweipolig schaltende und auslösende Motorschutzschalter produzierte. Er ließ sich dann die Entwicklung von Totmannschaltern für Rasenmäher, Nullspannungsschalter für Gartenhäcksler etc.,  sowie des weltweit ersten Lenkstockschalters für Automobile, der alle Schaltfunktionen am Lenkrad vereinigt, patentieren.
Weiterhin entwickelte er den ersten, sich selbst kontrollierenden Fehlerstrom-Schutzschalter für dezentrale Anwendung. Hierfür wurde ihm 1997 auf Vorschlag von Erich Häußer, Präsident des Deutschen Patentamtes, die Rudolf-Diesel-Medaille in Gold durch Bundesratspräsidenten Johannes Rau verliehen.  Außerdem erfolgte seitens Schulte die Entwicklung eines modularen Systems für dezentrale Energie- und Datendistribution. Hierfür gab es 2002 eine Auszeichnung mit dem red dot design award für Produktdesign.
2014 gründete Schulte die Siegfried-Schulte-Stiftung mit Sitz in Lüdenscheid. Deren Ziel ist die „finanzielle Unterstützung junger, technisch begabter und engagierter Menschen, die insbesondere auf dem zweiten Bildungsweg nach einer abgeschlossenen Berufsausbildung oder mit entsprechender Berufserfahrung ein Ingenieursstudium aufnehmen möchten.“